# Hasenmühle (Kammerstein)
Hasenmühle (fränkisch: Hosnmil) ist ein Gemeindeteil der Gemeinde Kammerstein im Landkreis Roth (Mittelfranken, Bayern). Hasenmühle liegt in der Gemarkung Barthelmesaurach.

## Geografie
Die ehemalige Einöde ist heute die Barthelmesauracher Ortsstraße „An der Hasenmühle“ bestehend aus zehn Wohngebäuden. Diese liegt an der Aurach, etwas abgesetzt im Südosten von Barthelmesaurach. 0,5 km südlich befindet sich die Flur Fichtig.

## Geschichte
Der Ort wurde um 1300 als „Haselmůl“ erstmals urkundlich erwähnt. 1732 wurde sie erstmals „Hasenmühle“ genannt. Der ursprüngliche Ortsname verweist auf einen Haselstrauchbestand, die heutige Form ist eine Angleichung an „Hasenwinkel“, der Name einer in der Nähe gelegenen Flur.
Gegen Ende des 18. Jahrhunderts gehörte die Hasenmühle zur Realgemeinde Barthelmesaurach. Die Mahlmühle hatte das brandenburg-ansbachische Kasten- und Stadtvogteiamt Windsbach als Grundherrn. Unter der preußischen Verwaltung (1792–1806) des Fürstentums Ansbach erhielt die Hasenmühle bei der Vergabe der Hausnummern die Nr. 30 des Ortes Barthelmesaurach. Von 1797 bis 1808 unterstand der Ort dem Justiz- und Kammeramt Windsbach.
Im Rahmen des Gemeindeedikts wurde Hasenmühle dem 1808 gebildeten Steuerdistrikt Barthelmesaurach und der 1810 gegründeten Ruralgemeinde Barthelmesaurach zugeordnet. Am 1. Mai 1978 wurde diese im Zuge der Gebietsreform in Bayern nach Kammerstein eingemeindet.

### Baudenkmal
- Mühle[12]

### Einwohnerentwicklung
| Jahr      | 001818 | 001840 | 001861 | 001871 | 001885 | 001900 | 001925 | 001950 | 001961 | 001970 | 001987 |
| Einwohner | 6      | 11     | 12     | 17     | 23     | 11     | 15     | 16     | 7      | 10     | *      |
| Häuser    | 2      | 2      |        |        | 4      | 2      | 3      | 3      | 2      |        | *      |
| Quelle    | [ 14 ] | [ 15 ] | [ 16 ] | [ 17 ] | [ 18 ] | [ 19 ] | [ 20 ] | [ 21 ] | [ 22 ] | [ 23 ] | [ 24 ] |

## Religion
Der Ort ist seit der Reformation evangelisch-lutherisch geprägt und bis heute nach St. Bartholomäus (Barthelmesaurach) gepfarrt. Die Katholiken sind nach St. Vitus (Veitsaurach) gepfarrt.